# Torneig d'escacs Memorial Carlos Torre

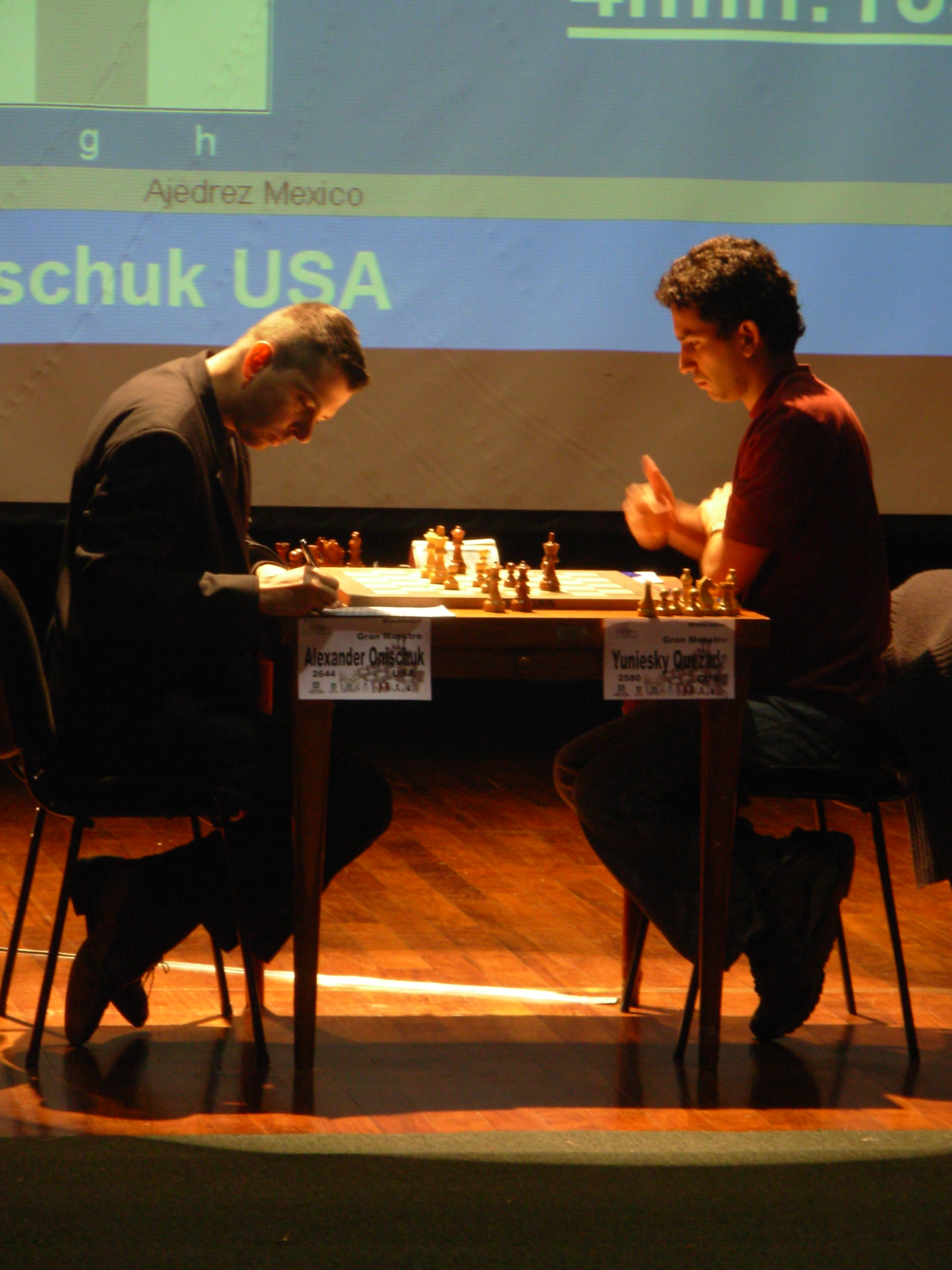
Merida 2008, la final – Alexander Onischuk vs Yuniesky Quezada Pérez.

El Memorial Torre és un torneig d'escacs anual, que es juga en memòria del jugador mexicà Carlos Torre Repetto (1905–1978).
El torneig se celebra a la ciutat de Mérida, capital del Yucatán, a Mèxic. La primera edició es disputà el 1987, quan era un torneig relativament feble, però ha crescut al llarg dels anys fins a esdevenir un torneig de primera línia internacional.

## Quadre d'honor
| #  | Any  | Guanyador                         |
| -- | ---- | --------------------------------- |
| 1  | 1987 | Roberto Martín del Campo (Mèxic)  |
| 2  | 1989 | Marcel Sisniega Campbell (Mèxic)  |
| 3  | 1990 | Marcel Sisniega Campbell (Mèxic)  |
| 4  | 1991 | Marcel Sisniega Campbell (Mèxic)  |
| 5  | 1992 | Gilberto Hernández (Mèxic)        |
| 6  | 1993 | Gilberto Hernández (Mèxic)        |
| 7  | 1994 | Gildardo García (Colòmbia)        |
| 8  | 1995 | Gilberto Hernández (Mèxic)        |
| 9  | 1996 | Roberto Martín del Campo (Mèxic)  |
| 10 | 1997 | Jesus Nogueiras (Cuba)            |
| 11 | 1998 | Larry Christiansen (Estats Units) |
| 12 | 1999 | Anthony Miles (Anglaterra)        |
| 13 | 2000 | Valerij Filippov (Rússia)         |
| 14 | 2001 | Leinier Domínguez (Cuba)          |
| 15 | 2002 | Valerij Filippov (Rússia)         |
| 16 | 2003 | Yuniesky Quezada Pérez (Cuba)     |
| 17 | 2004 | Vassil Ivantxuk (Ucraïna)         |
| 18 | 2005 | Lázaro Bruzón Batista (Cuba)      |
| 19 | 2006 | Vassil Ivantxuk (Ucraïna)         |
| 20 | 2007 | Vassil Ivantxuk (Ucraïna)         |
| 21 | 2008 | Alexander Onischuk (Estats Units) |
| 22 | 2010 | Emilio Córdova (Perú)             |
| 23 | 2011 | Fidel Corrales Jiménez (Cuba)     |
| 24 | 2012 | Aryam Abreu Delgado (Cuba)[1]     |
| 25 | 2013 | Lázaro Bruzón Batista (Cuba)      |
| 26 | 2014 | Lázaro Bruzón Batista (Cuba)[2]   |
| 27 | 2015 | Lázaro Bruzón Batista (Cuba)[3]   |
| 28 | 2016 | Lázaro Bruzón Batista (Cuba)[4]   |